# Kienberg (Bawaria)
Kienberg – miejscowość i gmina w południowo-wschodnich Niemczech, w kraju związkowym Bawaria, w rejencji Górna Bawaria, w regionie Südostoberbayern, w powiecie Traunstein, wchodzi w skład wspólnoty administracyjnej Obing. Leży około 25 km na północny zachód od Traunsteinu.

## Demografia
Dane o ludności z 31 grudnia 2008:
| Opis                                | Ogółem | Ogółem | Kobiety | Kobiety | Mężczyźni | Mężczyźni |
| ----------------------------------- | ------ | ------ | ------- | ------- | --------- | --------- |
| Jednostka                           | osób   | %      | osób    | %       | osób      | %         |
| Populacja                           | 1395   | 100    | 695     | 49,82   | 700       | 50,18     |
| Wiek przedprodukcyjny (0–17 lat)    | 296    | 21,22  | 146     | 10,47   | 150       | 10,75     |
| Wiek produkcyjny (18–65 lat)        | 867    | 62,15  | 424     | 30,39   | 443       | 31,76     |
| Wiek poprodukcyjny (powyżej 65 lat) | 232    | 16,63  | 125     | 8,96    | 107       | 7,67      |

## Polityka
Wójtem gminy jest Hans Urbauer KBL/SPD, wcześniej urząd ten obejmował Horst Rockel, rada gminy składa się z 12 osób.
|      | CSU | FW | KBL/SPD | UWG | Razem |
| 2008 | 5   | 2  | 3       | 2   | 12    |
| 2002 | 5   | 4  | 3       | -   | 12    |